# Actual Life 3 (January 1 - September 9 2022)
Actual Life 3 (1 gennaio - 9 settembre 2022) è il terzo album in studio del produttore britannico Fred Gibson con il nome d'arte Fred Again. È stato pubblicato il 28 ottobre 2022 tramite Atlantic Records. Similmente alle due versioni precedenti della serie Actual Life, Actual Life 3 incorpora campioni e clip audio da materiale esistente, come i video di Instagram. Ai Grammy Awards 2024, ha vinto il miglior album dance/elettronico ed è stato selezionato per il Mercury Prize 2023.

## Accoglienza critica
Actual Life 3 è stato accolto con recensioni positive. L'album è stato inserito al 19º posto nella classifica dei 50 migliori album dell'anno di Double J. Inoltre figurava nella top 50 di Billboard, piazzandosi al 41º posto.
È stato nominato come Album dell'anno ai Brit Awards 2023.
Ha vinto il premio come miglior album di musica dance/elettronica ai Grammy Award nel 2024.

## Tracce
1. January 1st 2022 – 0:12 (Fred Gibson)
2. Eyelar (Shutters) (with Eyelar) – 3:30 (F. Gibson, Benjy Gibson, Eyelar Mirzazadeh)
3. Delilah (Pull Me Out of This) (with Delilah Montagu) – 4:11 (F. Gibson, B. Gibson, Delilah Montagu)
4. Kammy (Like I Do) (with Kamille) – 3:59 (F. Gibson, Camille Angelina Purcell)
5. Berwyn (All That I Got Is You) (with Berwyn, Dermot Kennedy and Guante) – 3:41 (F. Gibson, Berwyn Du Bois, Dermot Kennedy, Kyle Tran Myhre)
6. Bleu (Better with Time) (with Yung Bleu) – 3:17 (F. Gibson, B. Gibson, Jeremy Biddle, Nat Rhoads, Aubrey Graham)
7. Nathan (Still Breathing) (with Nathan Archie) – 2:44 (F. GibsonB. Gibson, Marco Parisi, Nathan William Archie, Peter Fenn)
8. Danielle (Smile on My Face) (with 070 Shake) – 3:21 (F. GibsonB. GibsonM. Parisi, Giampaolo Parisi, Danielle Balbuena, Dave Hamelin, Mike Dean, Ronjae England, Sean Solymar)
9. Kelly (End of a Nightmare) (with Wet) – 4:17 (F. Gibson, M. Parisi, G. Parisi, Kelly Zutrau)
10. Mustafa (Time to Move You) – 2:35 (F. Gibson, Montagu, M. Parisi, G. Parisi, Myhre, Kennedy, Biddle, Rhoads, Graham, Purcell, Zutrau, Angie McMahon, Clara Ward Singers, Mustafa Ahmed)
11. Clara (The Night Is Dark) (with Clara Ward) – 4:38 (F. Gibson, M. Parisi, G. Parisi, Clara Ward Singers, Seni Crofts)
12. Winnie (End of Me) – 4:03 (F. Gibson, Winnie Raeder, James Smith)
13. September 9th 2022 – 0:14 (F. Gibson)